# 星云 (科幻小说)
《星云》系列科幻小说是由科幻世界杂志社不定期推出的小说。

## 已出版
- 《星云：天意》
- 《星云Ⅱ：球状闪电》
- 《星云Ⅲ：基因战争》
- 《星云Ⅳ：深瞳》
- 《星云Ⅴ：格兰格尔5号》
- 《星云Ⅵ：掉线》
- 《星云Ⅶ：星球往事》
- 《星云Ⅷ：卡勒米安墓场》